# Bagger 288
Bagger 288 (Excavator 288 — экскаватор 288) — роторный экскаватор, являющийся крупнейшей самоходной установкой в мире. 
Был построен в единственном экземпляре в 1978 году немецкой компанией Krupp для предприятия Rheinbraun. 
По размерам превосходит гусеничный транспортёр НАСА, использующийся для транспортировки ракет Сатурн (программа Аполлон) и шаттлов на стартовую площадку, и немного уступает лишь построенному позже экскаватору Bagger 293 (имеет меньшую длину, в то время как высота и ширина у них примерно одинаковы), однако Bagger 293 получает энергию от внешних источников, поэтому является не самоходной установкой, а движимым аппаратом для карьерных работ. 
По весу уступает лишь Биг Маски, самому большому в истории одноковшовому шагающему экскаватору 4250-W.

## Параметры
| Вес                         | 13500 тонн                                                                       |
| Длина                       | 235 метров                                                                       |
| Высота                      | 96 метров                                                                        |
| Ширина                      | 46 метров                                                                        |
| Число гусениц               | 12                                                                               |
| Ширина каждой гусеницы      | 3,8 метра                                                                        |
| Давление на грунт           | 17,1 Н/см ²                                                                      |
| Максимальная скорость       | 0,6 км/ч                                                                         |
| Максимальный наклон подъёма | 1:18                                                                             |
| Двигатели                   | 16 по 1031 КВт каждый                                                            |
| Потребляемая мощность       | 16,5 мегаватт                                                                    |
| Диаметр ковшевого ротора    | 21,6м                                                                            |
| Число ковшей                | 18                                                                               |
| Объём одного ковша          | 6,6 м³                                                                           |
| Скорость вращения           | 4,8 оборотов в минуту.                                                           |
| Рабочий радиус              | 100м                                                                             |
| Производительность          | 10 тысяч кубометров породы в час.                                                |
| Экипаж                      | 4 человека (два экскаваторщика, координатор ленточных конвейеров и глава отряда) |